# Луиз Глик
Луиз Глик (енгл. Louise Elisabeth Glück; Њујорк, 22. април 1943 — Кембриџ, 13. октобар 2023) била је америчка песникиња. Добитница је Пулицерове награде за поезију 1993. године. Године 2020. освојила је Нобелову награду за књижевност за њен „непогрешив поетски глас који строгом лепотом чини индивидуално постојање универзалним”.
Глик је рођена у Њујорку и одрастла је на Лонг Ајленду. Почела је да пати од анорексије нервозе док је била у средњој школи и касније је преболела. Похађала је Сара Лоренс Колеџ и Колумбијски универзитет, али није дипломирала. Поред тога што је била аутор, предавала је поезију на неколико академских институција.
Она је често описивана аутобиографски песник; њен рад је познат по свом емоционалном интензитету и по честом ослањању на митологију или слике природе како би медитирао о личним искуствима и модерном животу. Тематски, њене песме осветљавају аспекте трауме, жеље и природе. При томе су постале познате по искреним изразима туге и изолације. Научници су се такође фокусирали на њену конструкцију поетских личности и однос, у њеним песмама, између аутобиографије и класичног мита. Њена поезија припада објективистичкој поетици, насталој током тридесетих година 20. века, чији су главни представници били Луис Зуковски, Чарлс Резникоф, Џорџ Опен и Карл Ракоси. Пратећи ову поетику она третира песме као предмете, наглашавајући озбиљност, интелигенцију и песникову способност да проницљиво посматра свет тако што употребљава обичне свакодневне речи.
Глик је била професор поезије на Универзитету Јејл и као професор енглеског језика на Универзитету Стенфорд. Време је делила између Кембриџа, Масачусетс; Монтпилијер, Вермонт; и Беркли, Калифорнија.

## Биографија
Рођена је у Њујорку 22. априла 1943. године. Била је старија од две преживеле ћерке Данијела Глика, бизнисмена, и Беатрис Глик (рођена Гросби), домаћице. Пуно име јој је Луиз Елизабет Глик (Louise Elisabeth Glück). Њена мајка је била руског јеврејског порекла. Њени бака и деда по оцу, Терезија (рођена Московиц) и Хенрик Глуцк, били су мађарски Јевреји из Ермихалифалве, округ Бихар, у тадашњој Краљевини Мађарској, Аустро-Угарској империји (данашња Румунија); њен деда је водио дрвну компанију под називом „"Feldmann és Glück“. Емигрирали су у Сједињене Државе у децембру 1900. и на крају су поседовали продавницу у Њујорку. Гликов отац, који је рођен у Сједињеним Државама, имао је амбицију да постане писац, али је ушао у посао са својим зетом. Заједно су постигли успех када су измислили нож X-Acto. Њена мајка је дипломирала на Велсли колеџу. У детињству, родитељи су је учили грчкој митологији и класичним причама као што је живот Јованке Орлеанке. Поезију је почела да пише у раном детињству.
Као тинејџерка, Глик је развила анорексију нервозу, која је постала одлучујући изазов у њеним касним тинејџерским годинама и раној младости. Описала је болест, у једном есеју, као резултат настојања да потврди своју независност од своје мајке. На другом месту, повезала је своју болест са смрћу старије сестре, догађај који се догодио пре њеног рођења. Током јесени последње године средње школе Џорџ В. Хјулет, у Хјулиту у Њујорку, отпочела је психоаналитичко лечење. Неколико месеци касније одведена је из школе како би се фокусирала на рехабилитацију, иако је ипак матурирала 1961. О тој одлуци, она је написала: "Схватила сам да ћу у неком тренутку умрети. Оно што сам знала живописније, висцерално, је да не желим да умрем". Наредних седам година провела је на терапији, за коју је рекла да јој је помогла да победи болест и научила је да размишља.
Као резултат њеног стања, Глик није уписала факултет као редован студент. Своју одлуку да одустане од високог образовања у корист терапије описала је као неопходну: „... моје емоционално стање, моја екстремна ригидност понашања и махнита зависност од ритуала онемогућили су друге облике образовања“. Уместо тога, похађала је часове поезије на колеџу Сара Лоренс, а од 1963. до 1966. уписала се на радионице поезије на Школи општих студија Универзитета Колумбија, која је нудила курсеве за студије без дипломе. Док је била тамо, студирала је код Леони Адамс и Стенлија Куница. Ове предаваче је сматрала значајним менторима у њеном развоју као песникињи.
Док је похађала радионице поезије, Глик је почела да објављује своје песме. Њена прва публикација била је у Mademoiselle, а убрзо затим песме у Poetry, The New Yorker, The Atlantic Monthly, The Nation, и другим местима. Након што је напустила Колумбију, Глик се издржавала радећи као секретарица. Удала се за Чарлса Херца млађег 1967. Године 1968, Глик је објавила своју прву збирку песама, Прворођенче, која је добила позитивну пажњу критике. У рецензији, песник Роберт Хас описао је књигу као „тешку, вешту и пуну бола“. Међутим, размишљајући о томе 2003. године, критичарка Стефани Берт рекла је да збирка „открива снажног, али згрушаног песника, анксиозног имитатора Роберта Лоуела и Силвије Плат“. Након објављивања, Глуцк је искусила продужени случај блокаде писца, која није била излечена, како је рекла, све до 1971. године, када је почела да предаје поезију на Годард колеџу у Вермонту. Песме које је написала у то време сакупљене су у њеној другој књизи, The House on Marshland (1975), коју су многи критичари оценили као њен револуционарни рад, сигнализирајући њено „откриће осебујног гласа“.
Године 1973. Глик је са својим партнером Китом Монлијем добила сина Ноа. Могли јој је помогао у подизању прве две године живота. Њен брак са Чарлсом Херцом, млађим, завршио се разводом, а 1977. се удала за Џона Драноуа, писца који је започео летњи програм писања на Годард колеџу. Године 1980. била је рани инвеститор уприватни Кулинарски институт Нове Енглеске и били су у његовом управном одбору.
Током 1980. објавила је своју трећу збирку Descending Figure. Добила је неке критике због свог тона и тематике: на пример, песник Грег Кузма оптужио је Глик да је „мрзитељ деце“ за њену сада антологијску песму „Утопљена деца“. У целини, међутим, књига је наишла на добар пријем. У часопису The American Poetry Review, Мери Кинзи је похвалила осветљавање у књизи „ускраћених, повређених, муцајућих бића“. Пишући за Poetry, песник и критичар Џеј Ди Меклечи рекао је да је књига „значајан напредак у односу на Гликов претходни рад“ и „једна од изузетних књига године“. Исте године, пожар је уништио кућу Луиз Глик у Вермонту, што је резултирало губитком већине њене имовине.
Након те трагедије, Глик је почела да пише песме које ће касније бити сакупљене у њеном награђиваном делу Ахилов тријумф (1985). Пишући за The New York Times, ауторка и критичарка Лиз Розенберг описала је збирку као „јаснију, чистију и оштрију“ од претходног дела. Критичар Питер Стит је у раду објављено у The Georgia Review, изјавио је да књига показује да је Глик „међу важним песницима нашег доба“. Из збирке, песма „Ругање наранџе“, која је упоређена са феминистичком химном, је названа „антологијским делом“ због честог укључивања у антологије поезије и на факултетске курсеве.
Године 1984. Глик је постала виши предавач на факултету Вилијамс колеџа у Масачусетсу, на катедри за енглески језик. Следеће године је умро њен отац. Губитак ју је подстакао да започне нову збирку песама, Арарат (1990), чији наслов упућује на планину која је у центру нарације о потопу из Постања. У тексту за у Њујорк тајмсу 2012. године, критичар Двајт Гарнер назвао ју је „најбруталнијом и најтужнијом књигом америчке поезије објављеном у последњих 25 година“. Након Арарата објављена је једна од њених  најпопуларнијих и најцењенијих књига, The Wild Iris (1992), која приказује баштенско цвеће у разговору са баштованом и божанством о природи живота. Publishers Weekly је књигу прогласио „важном књигом“ која приказује „поезију велике лепоте“. Критичарка Елизабет Лунд, која је писала за Christian Science Monitor, назвала је то „прекретничним радом“. Освојила је Пулицерову награду 1993. године што је учврстило Гликову репутацију истакнутог америчког песника.
У есеју Докази и теорије наводи како заступа поезију која се приближава тишини и граничи са ишчезнућем. Године 1993. добила је Пулицерову награду за књигу Дивљи ирис. Била је песник лауреат Библиотеке америчког конгреса 2003-2004. године. Била је писац-резидент на Универзитету Јејл и предавач на Програму за креативно писање Бостонског универзитета. Живи у Кембриџу, у држави Масачусетс.
Док су 1990-те донеле Глик књижевни успех, то је био и период личних тешкоћа. Њен брак са Џоном Драноуом завршио се разводом 1996. године, чија је тешка природа утицала на њихов пословни однос. Глик је своје искуство усмерила у своје писање, улазећи у плодан период своје каријере. Године 1994. објавила је збирку есеја под називом Проофс & Тхеориес: Ессаис он Поетри . Затим је продуцирала Меадовландс (1996), збирку поезије о природи љубави и пропадању брака. Уследила је још две збирке: Вита Нова (1999) и Седам доба (2001).
Као одговор на терористичке нападе од 11. септембра 2001, Глик је објавила приручник под насловом Октобар. Састоји се од једне песме подељене на шест делова, ослања се на старогрчки мит како би истражио аспекте трауме и патње. Исте године је проглашена за Розенкранцовог писца у резиденцији на Универзитету Јејл.
Након што је постала предавач на Јејлу, Глик је наставила да објављује поезију. Њене књиге објављене у овом периоду укључују Аверно (2006), Живот на селу (2009) и Верну и врлинску ноћ (2014). Године 2012. „књижевним догађајем“ названо је објављивање збирке њених песама, у којој је сабран песнички рад у трајању од пола века, под насловом Песме: 1962–2012. Још једна збирка њених есеја под називом Америчка оригиналност појавила се 2017.
У октобру 2020. Глик је добила Нобелову награду за књижевност, чиме је постала шеснаеста женска лауреаткиња за књижевност од оснивања награде 1901. Због ограничења изазваних пандемијом ковида 19, награду је добила у свом дому  У свом излагању поводом Нобела, које је одржано у писаној форми, истакла је свој рани ангажман у поезији Вилијама Блејка и Емили Дикинсон у разговору о односу између песника, читалаца и шире јавности.
Године 2021. објавила је збирку Winter Recipes from the Collective. Године 2022. именована је за професора поезије на Јејлу. Године 2023. именована је за професора енглеског језика на Универзитету Станфорд, где је предавала у програму креативног писања.
Преминула је од последица рака, у својој кући у Кембриџу, Масачусетс, 13. октобра 2023. године, са пуних 80 година.
Њен рад је био предмет академског проучавања. Њени радови, укључујући рукописе, преписку и друге материјале, налазе се у Библиотеци ретких књига и рукописа Бејнек на Универзитету Јејл.
Глик је указивала на утицај психоанализе на њен рад, као и то што јод малена учена о древним легендама, параболама и митологији. Поред тога, приписала је утицај Леони Адамс и Стенлија Куница. Научници и критичари су указали на књижевни утицај на њен рад Роберта Лоуела, Рилкеа, и Емили Дикинсон, између осталих.

## Форма и теме
Глик је најпознатија по лирским песмама језичке прецизности и тамног тона. Песник Крег Морган Тајчер описао ју је као писца за кога су „речи увек оскудне, тешко се добијају и не траће се“. Научница Лора Квини је тврдила да је њена пажљива употреба речи ставила Глик у „линију америчких песника који цене жестоку лирску компресију“, од Емили Дикинсон до Елизабет Бишоп. Поезија јој је мењала форму током њене каријере, почевши од кратких, кратких текстова састављених од компактних линија и проширивши се на повезане секвенце дужине књиге. Њен рад није познат по поетским техникама као што су рима или алитерација. Уместо тога, песник Роберт Хан назвао је њен стил „радикално неупадљивим” или „буквално одсуством стила”, ослањајући се на глас који спаја „злобне интонације” са приступом разговора.
Међу научницима и рецензентима, било је дискусија о томе да ли је Глик исповедна песникиња, због преовлађивања начина у првом лицу у њеним песмама и њихове интимне теме, често инспирисане догађајима из личног живота. Научник Роберт Бејкер тврди да је Глик „сигурно исповедни песник у неком основном смислу“, док је критичар Мајкл Робинс тврдио да Гликова поезија, за разлику од поезије исповедних песника Силвије Плат или Џона Беримана, „зависи од фикције приватности“. Другим речима, она не може бити исповедна песникиња, тврди Робинс, ако се не обраћа публици. Идући даље, Квини тврди да је, за Глик, исповедна песма „одвратна“. Други су приметили да се њене песме могу посматрати као аутобиографске, док њена техника насељавања различитих личности, у распону од древних грчких богова до баштенског цвећа, чини њене песме више од пуке исповести. Као што је научница Хелен Вендлер приметила: „У својој нагнутости и резерви, нуде алтернативу 'исповести' у првом лицу, док остају неоспорно личне.
Рад Луиз Глик је тематски разнолик, научници и критичари су идентификовали неколико тема које су најважније. Најистакнутије, може се рећи да се њена поезија фокусира на трауму, јер је током своје каријере писала о смрти, губитку, патњи, неуспелим везама и покушајима лечења и обнове. Научник Данијел Морис примећује да чак и њена песма која користи традиционално срећне или идиличне слике „сугерише ауторову свест о смртности, о губитку невиности“. Ипак, за Глик, траума је вероватно била капија ка већем уважавању живота, концепт који је истражен у Ахиловом тријумфу. Тријумф на који наслов алудира је Ахилово прихватање смртности — што му омогућава да постане потпуније остварено људско биће.
Још једна од уобичајених тема Луиз Глик је жеља. Она је директно писала о многим облицима жеље — на пример, о жељи за љубављу или увидом — али њен приступ је обележен амбивалентношћу. Морис тврди да Глиове песме, које често усвајају контрадикторне тачке гледишта, одражавају „њен сопствени амбивалентан однос према статусу, моћи, моралу, полу и, пре свега, језику“. Аутор Роберт Бојер је њену амбивалентност окарактерисао као резултат „напорног самоиспитивања“. Он тврди да су се „Песме Глик у свом најбољем издању увек кретале између трзања и афирмације, чулне непосредности и рефлексије... за песника који често може да изгледа везан за земљу и пркосно без илузија, она је снажно реаговала на мамац свакодневног чуда и изненадног успона надвладавања емоцијама“. Песника и научник Џејмс Лонгенбах је изјавио да је „промена највећа вредност Луиз Глик“ и „ако је промена оно за чиме она највише жуди, она је и оно чему се највише опире, што јој је најтеже, најтеже стечено“.
Још једна од песничких преокупација Луиз Глик била је природа. У The Wild Iris, радња песама се дешава у башти где цвеће има интелигенцију и емоције. Међутим, Морис истиче да се Кућа на мочварној земљи такође бави природом и може се читати као ревизија романтичне традиције поезије о природи. И у Арарату „цвеће постаје језик жалости“, корисно и за комеморацију и за такмичење међу ожалошћенима да се одреде „власништво над природом као смисленим системом симболике“. Дакле, у Гликовом делу природа је нешто што треба критички посматрати и прихватити. Аутор и критичар Алан Вилијамсон је рекао да то понекад може да сугерише божанско, као када, у песми „Небеска музика“, говорник каже да „када волите свет чујете небеску музику“, или када, у The Wild Iris, божанство говори кроз промене времена.

## Награде и признања
- Нобелова награда за књижевност
- Пулицерова
- Болингенова
- Награда националне критике
- Награда Академије америчких песника
- Лауреат Библиотеке америчког конгреса

## Дела

### Поезија
- Одана и виртуозна ноћ (2014)
- Песме 1962-2012 (2012)
- Сеоски живот (2009)
- Аверно (2006)
- Седам доба (2001)
- Vita Nova (1999)
- Земље пашњака (1996)
- Дивљи ирис (1992)
- Арарат (1990)
- Ахилејев тријумф (1985)
- Фигура силаска (1980)
- Башта (1976)
- Кућа у мочвари (1975)
- Прворођење (1968)

### Есеји
- Америчка оригиналност: Есеји о поезији (2017)
- Докази и теорије: Есеји о поезији (1994)

### Фикција
- Marigold and Rose: A Fiction. Farrar, Straus and Giroux, 2022.  978-0-374-60758-6ISBN 978-0-374-60758-6